# 薩古爾
薩古爾（Sagure）是埃塞俄比亞東南部奧羅米亞州阿爾西地區的小鎮，座標7°45′N 39°9′E / 7.750°N 39.150°E，海拔2,568米。根據埃塞俄比亞中央統計局2005年人口普查的資料，薩古爾人口約5,582，其中男性2,493人，女性3,089人。